# Amari (Creta)
Amari (in greco Αμάρι?) è un comune della Grecia situato nell'isola di Creta (unità periferica di Retimo) con 5.633 abitanti secondo i dati del censimento 2001.
È stato istituito a seguito della riforma amministrativa detta Programma Callicrate in vigore dal gennaio 2011 che ha abolito le prefetture e accorpato numerosi comuni.
È uno dei tre comuni dell'isola non aventi sbocco al mare.